# Villars Maître Chocolatier
Villars Maître Chocolatier — швейцарская шоколадная компания, основанная в 1901 году и базирующаяся в городе Фрибур. Здание, в котором компания находится с 1901 года, имеет национальное значение и является объектом культурного наследия Швейцарии. Компания известна своими успехами в продажах туристам благодаря ряду уникальных продуктов, в том числе шоколаду с необычно высоким содержанием орехов и миндаля, а также 72-процентному тёмному шоколаду Napolitains.

## История
Шоколадная компания Villars Maître Chocolatier была основана Вильгельмом Кайзером в 1901 году в Виллар-сюр-Глен. В 1904 году компании было присвоено название Villars AG. Производитель Chocolat Villars неоднократно удостаивался наград за свои творения и получил несколько королевских ордеров на назначение. В 1915 году компания Chocolat Villars стала первой швейцарской компанией, начальство которой предоставляет своим сотрудникам двухнедельный оплачиваемый отпуск.
В 1935 году Кайзер скончался. В том же году была открыта обжарочная фабрика, а одновременно был выпущен первый шоколадный батончик с ликёром. Компания оставалась семейным бизнесом до 1969 года, когда скончался сын Вильгельма, Оливер Кайзер. Затем она перешла к его доверенному лицу, которое переименовало её в Villars Holding.
В 1985 году компания Villars Holding продала производство шоколада компании Cremo SA. В 1995 году она была приобретена транснациональной компанией Soparind Bongrain, которая в 2015 году была переименована в Savencia. Chocolat Villars входит в подгруппу Savencia Gourmet в составе группы Savencia.
В основном, компания Villars предлагает батончики, покрытые молочным шоколадом. Например, шоколадные батончики из молока терруара содержат молоко из определённых регионов: Во, Фрибур, Берн и Люцерн, каждый из которых расположен в предгорьях Альпийских гор.
С 2017 года для шоколада со швейцарским крестом и швейцарским обозначением не менее 80% ингредиентов производятся в Швейцарии. Кроме того, обработка, придающая продукту особые свойства, должна осуществляться в Швейцарии. Компания Chocolat Villars делает акцент на швейцарском происхождении. Согласно собственному заявлению, она использует 100% швейцарского молока, 100% швейцарского сахара и 100% швейцарского алкоголя. Компания является членом Chocosuisse — ассоциации, ответственной за защиту «швейцарского» бренда.
С 2009 года компания Chocolat Villars также предлагает продукцию с заменителем сахара — стевией.
В 1920-е годы в компании Chocolat Villars работало около 1200 человек, после Второй мировой войны — около 400, а в 2000 году — около 100. В 2021 году на швейцарском заводе компании Chocolat Villars во Фрибуре работало 210 человек. В настоящее время компанией управляет Стефан Бухсер, сменивший Жан-Пьера Жене в апреле 2018 года.
В 2021 году компания отметила своё 120-летие фреской на здании во Фрибуре, созданной Сержем Нидеггером (также известным как Серж Лоурайдер), международным уличным художником. На ней изображены важные продукты в истории компании с использованием различных символов или логотипов.
В декабре 2022 года рядом со штаб-квартирой Villars открылся второй магазин под названием «La Fabrik». С 2023 года в нём проводятся кулинарные мастер-классы. Ежегодно в магазин «La Fabrik» ходит около 50000 посетителей.

## Культура
Здание фабрики Chocolat Villars во Фрибуре является памятником культуры национального значения в кантоне Фрайбург и уже использовалось как шоколадная фабрика с момента своего основания в 1901 году.

Так называемая «корова Вилларса», созданная художником из Цугского кантона Мартином Пайкертом в качестве рекламного персонажа, долгое время была известным рекламным средством Chocolat Villars по всей Швейцарии. Их количество пришлось значительно сократить, отчасти из-за правил безопасности, предусмотренных швейцарским Законом о дорожном движении. Муниципалитет Бихельзее-Балтерсвиль боролся за сохранение этой коровы на своей территории, но теперь ему больше не разрешено рекламировать Chocolat Villars.
- Оригинальная реклама от Мартина Пайкерта, Виллар-сюр-Глан, кантон Фрибур
- Корова Вилларса (Villars-Kuh), хорошо известная по всей Швейцарии, впервые появилась в 1928 году
- Старая фабрика во Фрибуре
- Граффити высотой 12 м, созданное Сержем Нидеггером к 120-летию компании в офисе во Фрибуре